# Ghiacciaio Kasumi
Il ghiacciaio Kasumi (in giapponese: カスミ氷河, Kasumi-hyōga, ossia "ghiacciaio sfocato") è un ampio ghiacciaio situato sulla costa del Principe Olav, nella Terra della Regina Maud, in Antartide. Il ghiacciaio fluisce verso nord fino a giungere sulla costa, dove sfocia in mare poco a est della roccia Kasumi.

## Storia
Il ghiacciaio Kasumi è stato mappato e così battezzato da cartografi giapponesi grazie a fotografie aeree scattate nel corso della spedizione giapponese di ricerca antartica svoltasi tra il 1957 e il 1962.